# Jerome Isaac Friedman
Jerome Isaac Friedman (Chicago, 28 marzo 1930) è un fisico statunitense.
Vincitore nel 1990 del Premio Nobel per la fisica insieme a Henry Way Kendall e a Richard Edward Taylor per "le loro indagini pionieristiche relative alla diffusione profondamente anelastica degli elettroni su protoni e neutroni legati, che sono state di fondamentale importanza per lo sviluppo del modello dei quark e per la fisica delle particelle".